# Azerbajdžanski manat
Azerbajdžanski manat (ISO 4217: AZN) je naziv valute koja se koristi u Azerbajdžanu, izuzev u separatorskoj oblasti Gorski Karabah. Dijeli se na 100 čapika.
Riječ manat dolazi od ruske riječi moneta što znači novac. Azerbajdžanska Demokratska Republika i Azerbajdžanska Sovjetska Socijalistička Republika koristile su svoju valutu, manat, u razdoblju od 1919. do 1923. godine. Naziv manat koristio se i na novčanicama sovjetskog rublja, na kojima se nalazio naziv valute ispisan na jezicima svih sovjetskih republika.
Nakon raspada SSSR-a, u kolovozu 1992. predstavljen je azerbajdžanski manat (ISO 4217: AZM) koji je zamijenio sovjetski rubalj u omjeru 10:1. 
1. siječnja 2006. predstavljen je novi manat (ISO 4217: AZN), koji je zbog visoke inflacije zamijenio stari u omjeru 5000:1.
U optjecaju se nalaze kovanice od: 1, 3, 5, 10, 20 i 50 čapika, te novčanice od 1, 5, 10, 20, 50, 100, 200 i 500 manata. Novac izdaje Azerbajdžanska narodna banka.

## Vanjske poveznice
- Azerbajdžanska narodna banka.
- Heiko Otto (ur.). Azerbajdžanski manat (novčanice) (njemački, engleski, i francuski). Pristupljeno 29. lipnja 2019. (njem.) (engl.) (fr.)